# Vieille-Église
Vieille-Église é uma comuna francesa na região administrativa de Altos da França, no departamento de Pas-de-Calais. Estende-se por uma área de 21,1 km².